# Phaius baconii
Phaius baconii là một loài thực vật có hoa trong họ Lan. Loài này được J.J.Wood & Shim miêu tả khoa học đầu tiên năm 1994.